# جان ال. تورنتون
جان ال. تورنتون (انگلیسی: John L. Thornton) (زاده ۱۹۵۴) کارآفرین، بازرگان و مدیر ارشد اجرایی آمریکایی است، که اکنون به‌عنوان رئیس هیئت مدیره شرکت بریک گولد فعالیت می‌کند. وی سابقه مدیریت در شرکت‌هایی چون اینتل، گلدمن ساکس، فورد، نیوز کورپوریشن و بانک اچ‌اس‌بی‌سی را در کارنامه شغلی خود دارد.